# Plantago canescens
Plantago canescens là một loài thực vật có hoa trong họ Mã đề. Loài này được Adams miêu tả khoa học đầu tiên năm 1834.